# Lac du Flambeau, Wisconsin
Lac du Flambeau là một thị trấn thuộc quận Vilas, tiểu bang Wisconsin, Hoa Kỳ. Năm 2010, dân số của thị trấn này là 1.175 người.